# Pseudicius tripunctatus
Pseudicius tripunctatus är en spindelart som beskrevs av Prószynski 1989. Pseudicius tripunctatus ingår i släktet Pseudicius och familjen hoppspindlar. Inga underarter finns listade i Catalogue of Life.